# Caer en tentación
Caer en tentación (no Brasil: Cair em Tentação) é uma telenovela mexicana produzida por Giselle González para a Televisa exibida pelo Las Estrellas de 18 de setembro de 2017 a 11 de fevereiro de 2018, substituindo Hoy voy a cambiar e sendo substituída por Por Amar sin Ley.
É uma adaptação da telenovela argentina Amar, después de amar.
É protagonizada por Silvia Navarro, Gabriel Soto, Adriana Louvier e Carlos Ferro e antagonizada por Arath de la Torre, Erika de la Rosa e Julieta Egurrola e com atuação estelar de Ela Velden e da primeira atriz Beatriz Moreno.
Foi reprisada pelo TLNovelas entre 6 de dezembro de 2021 a 18 de fevereiro de 2022, substituindo Soy Tu Dueña e sendo substituída pela extensão de Niña Amada Mia.

## Enredo
A amizade de dois casais desencadeou uma infidelidade, mas ela atravessou além do que eles acreditavam. Eles podiam parar, mas não o fizeram, porque a paixão nunca pede permissão para chegar. Apenas três anos foram suficientes para acabar com 20 anos de casamento.
A investigação é conclusiva: Damián Becker, 45, ao amanhecer, estava dirigindo na estrada do Valle de Bravo e foi vítima de um acidente. A polícia diz que não estava sozinho, mas com uma mulher, que desapareceu misteriosamente. O que aconteceu? Onde ela está?
Uma história imersa em duas vezes e duas pessoas enganadas se juntando a um amor ferido. Traição, tragédia e um crime que todos podem ser culpados. Ninguém é inocente nesta história e quem você menos espera pode ser quem você nunca acharia que fosse. Não importa quem você sendo, estamos todos expostos à cair em tentação.

## Elenco
- Silvia Navarro - Raquel Cohen Nasser de Becker[7][8]
- Gabriel Soto - Damián Becker Franco
- Adriana Louvier - Carolina Rivas Trejo de Alvarado[9]
- Carlos Ferro - Santiago Alvarado Flores
- Arath de la Torre - Andrés Becker Acher
- Erika de la Rosa - Alina del Villar[10]
- Julieta Egurrola - Miriam Franco Vda. de Becker
- Ela Velden - Mía Becker Cohen
- José Manuel Rincón - Nicolás "Nico" Alvarado Rivas
- Julia Urbini - Dolores "Lola" Alvarado Rivas
- Germán Bracco - Federico "Fede" Becker Cohen
- Beatriz Moreno - Jovita
- Luz Ramos - Laura García Jiménez de Godoy
- Jorge Luis Vázquez - Fernando Godoy Alba
- Carlos Valencia - Vicente Rivas Trejo
- Enoc Leaño - Rodolfo Rueda
- Irineo Álvarez - Antonio Ibáñez Lara
- Adalberto Parra - Ignacio "Nacho" Galindo
- Luis Fernando Peña - Agustín Chávez
- Anna Ciocchetti - Azucena
- Moisés Arizmendi - Cristian
- Liz Gallardo - Gabriela Izaguirre
- Francisco Pizaña - Juan Durán
- Pierre Louis - Bernardo "Bebo" Galindo Pérez
- Andrea Guerrero - Cinthia Cohen Nasser
- Nicole Vale - Julieta
- Ignacio Tahhan - Miguel Villegas
- Jorge de los Reyes - Rafael Estrada
- Arturo Carmona - Leonardo
- Montserrat Marañón - Lisa Ávalos
- Luisa Rubino - Patricia Vargas Olmos
- Xabiani Ponce De León - Joaquín
- Dayrén Chávez - Luz
- Alejandro de Hoyos Parera - Samuel "Sammy" Rueda
- Jerry Velázquez - Daniel "Dany"
- Benjamín Islas - Doctor
- Emma Escalante - Celia Salguero
- Alicia Jaziz - Florencia Chávez
- Dalexa - Carolina Rivas Trejo (niña)
- Daney - Vicente Rivas Trejo (adolescente)
- Fernando Robles - Zaldívar
- Dettmar Yáñez - Blas Garrido
- Christian Ramos
- Enrique de la Riva

## Produção
- As gravações começaram em 3 de julho de 2017.[11]
- As gravações terminaram em 17 de janeiro de 2018.[12]

## Transmissão interrompida
Devido ao terremoto que atingiu o Estado do México no dia 19 de setembro de 2017 não houve transmissão da novela durante o restante da semana e retornou no domingo 24 de setembro de 2017 a partir do primeiro capítulo.

## Exibição internacional

### Angola e Moçambique
Foi exibido em Angola (às 19h) e Moçambique (às 20h) pela Zap Novelas de 15 de fevereiro a 9 de julho de 2018, substituindo Terras Selvagens e sendo substituída por Meryem.

### Brasil
Foi disponibilizada com exclusividade na plataforma de streaming Globoplay em 13 de junho de 2022, com capítulos disponibilizados em blocos semanalmente, às segundas-feiras.
Foi exibida na íntegra pelo canal por assinatura Viva de 26 de julho a 15 de dezembro de 2023, substituindo Amar à Morte e sendo substituída pela novela turca Fatmagul na faixa das 20h30, com reprises às 3h30 e maratonas aos sábados de 8h às 12h.

## Audiência

### No México
Em sua estreia, Caer en tentación foi vista por 3,6 milhões de pessoas. Em seu último capítulo foi vista 3,7 milhões de pessoas.

### Nos Estados Unidos
| Horário             | # Eps. | Estreia               | Estreia           | Final              | Final           | Posição | Temporada | Classificação geral |
| Horário             | # Eps. | Data                  | Primeiro capítulo | Data               | Último capítulo | Posição | Temporada | Classificação geral |
| ------------------- | ------ | --------------------- | ----------------- | ------------------ | --------------- | ------- | --------- | ------------------- |
| Segunda—Sexta 21h30 | 93     | 16 de outubro de 2017 | 1.59              | 2 de março de 2018 | 1.95            | #1      | 2017-2018 | TBD                 |

O primeiro capítulo foi vista por 1,5 milhões de pessoas. O último capítulo foi vista por 1,9 milhões de pessoas.

## Prêmios e nomeações

### Premios TVyNovelas 2018
| Categoria                    | Nomeado                          | Resultado |
| ---------------------------- | -------------------------------- | --------- |
| Melhor telenovela            | Giselle González                 | Venceu    |
| Melhor roteiro ou adaptação  | Leonardo Bechini                 | Venceu    |
| Melhor atriz protagonista    | Silvia Navarro                   | Indicado  |
| Melhor atriz protagonista    | Adriana Louvier                  | Indicado  |
| Melhor ator protagonista     | Gabriel Soto                     | Indicado  |
| Melhor vilã                  | Julieta Egurrola                 | Indicado  |
| Melhor vilão                 | Arath de la Torre                | Indicado  |
| Melhor primeira atriz        | Julieta Egurrola                 | Indicado  |
| Melhor primeiro ator         | Adalberto Parra                  | Indicado  |
| Melhor ator co-estelar       | Carlos Ferro                     | Venceu    |
| Melhor atriz juvenil         | Ela Velden                       | Venceu    |
| Melhor ator juvenil          | Germán Bracco                    | Venceu    |
| Melhor atriz co-protagonista | Julia Urbini                     | Venceu    |
| Melhor ator co-protagonista  | Carlos Valencia                  | Indicado  |
| Melhor direção de câmeras    | Armando Zafra e Luis Rodríguez   | Venceu    |
| Melhor direção de cenas      | Eric Morales e Juan Pablo Blanco | Venceu    |
| Melhor elenco                | Giselle González Salgado         | Venceu    |
| Melhor tema musical          | Pablo Alborán                    | Venceu    |

### TV Adicto Golden Awards 2017
| Categoria                     | Telenovela        | Resultado |
| ----------------------------- | ----------------- | --------- |
| Melhor telenovela da Televisa | Caer en tentación | Venceu    |